# Moše Ben Ami
Moše Ben Ami (hebrejsky: משה בן-עמי, žil 1898 – 18. února 1960) byl izraelský politik a poslanec Knesetu za stranu Sefardové a orientální komunity.

## Biografie
Narodil se ve městě Tiberias v tehdejší Osmanské říši (dnes Izrael). Studoval ješivu v Tiberiasu, učitelský seminář v Jeruzalému a právo na právní škole v Jeruzalému. Získal osvědčení pro výkon profese právníka.

## Politická dráha
Byl členem parlamentního sboru Asifat ha-nivcharim. V letech 1943–1946 byl předsedou židovských čtvrtí v Jaffě a později byl předsedou odboru pro sociální služby na radnici v Tel Avivu. Byl místopředsedou sefardského výboru v Tel Avivu. V izraelském parlamentu zasedl po volbách v roce 1949, kdy kandidoval za stranu Sefardové a orientální komunity. Byl členem parlamentního výboru pro ústavu, právo a spravedlnost, výboru House Committee a finančního výboru.